# Amaro da Luz
Amaro Alexandre da Luz (* 4. Juni 1934 auf Santo Antão; † 4. Oktober 2019 in Praia) war ein kap-verdischer Politiker, Ökonom, Diplomat und Freiheitskämpfer.

## Leben und Wirken
Amaro Alexandre da Luz wurde auf der Insel Santo Antão geboren und studierte in Portugal Wirtschaftswissenschaften, wo er auch promovierte. Dann kehrte er auf die Kap Verden zurück und nahm zusammen mit Pedro Pires und Mário Soares in London an den Verhandlungen zur Unabhängigkeit des Landes teil. Außerdem hatte er eine Leitungsfunktion in der kapverdianischen Filiale der Banco Nacional Ultramarino, die zur Portugiesischer Kolonialzeit als Zentralbank für Kap Verde fungierte und aus der nach der Unabhängigkeit die Bank von Kap Verde hervorging, die Zentralbank der Kapverdischen Inseln.
Von 1975 bis 1977 war er der erste Finanzminister des unabhängigen Staates Kap Verde. Dann ging er als dessen Botschafter bei den Vereinten Nationen von 1977 bis 1984 nach New York City.
Er war Chef der Zentralbank Kap Verdes von 1984 bis 1991. In dieser Funktion reformierte er das Kredit, Sparkassen- und Auswandererkontenwesen der Finanzwirtschaft des Landes.
2012 wurde er vom damaligen Premierminister José Maria Neves zusammen mit zwölf anderen mit dem offiziellen Titel „Mitbegründer der Ersten Republik der Kap Verden“ ausgezeichnet.
Am 4. Oktober 2019 starb Amaro da Luz im Alter von 85 Jahren im Hospital Agostinho Neto in der Hauptstadt Praia und wurde auf dem Cemitério da Várzea in Praia beigesetzt.